# Ballatha
Ballatha is een geslacht van vlinders van de familie visstaartjes (Nolidae), uit de onderfamilie Chloephorinae.

## Soorten
- B. aurata Warren, 1916
- B. laeta Walker, 1865